# فهد عبد القوي
فهد علوي عبد القوي لاعب كرة قدم قطري ولد في (21 سبتمبر 2002) ، يلعب لصالح نادي البدع.

## مسيرة اللاعب
لعب في نادي أم صلال ونادي الخريطيات ونادي البدع.